# سیارک ۱۴۲۳۶۹
سیارک ۱۴۲۳۶۹ (به انگلیسی: 142369 Johnhodges، نامگذاری:2002RE234) صد و چهل و دو هزار و سیصد و شصت و نهمین سیارک کشف شده‌است که در ۱۴ سپتامبر ۲۰۰۲ کشف شد.